# Municipio de Rabbit Lake
El municipio de Rabbit Lake (en inglés: Rabbit Lake Township) es un municipio ubicado en el condado de Crow Wing en el estado estadounidense de Minnesota. En el año 2010 tenía una población de 319 habitantes y una densidad poblacional de 5,1 personas por km².

## Geografía
El municipio de Rabbit Lake se encuentra ubicado en las coordenadas 46°32′30″N 93°52′5″O / 46.54167, -93.86806. Según la Oficina del Censo de los Estados Unidos, el municipio tiene una superficie total de 62.52 km², de la cual 57,74 km² corresponden a tierra firme y (7,64 %) 4,78 km² es agua.

## Demografía
Según el censo de 2010, había 319 personas residiendo en el municipio de Rabbit Lake. La densidad de población era de 5,1 hab./km². De los 319 habitantes, el municipio de Rabbit Lake estaba compuesto por el 99,06 % blancos, el 0,31 % eran amerindios, el 0,31 % eran asiáticos y el 0,31 % eran de una mezcla de razas. Del total de la población el 0 % eran hispanos o latinos de cualquier raza.